# مسجد جامع اسحاق‌آباد
مسجد جامع اسحق آباد مربوط به دوره قاجار است و در شهرستان زبرخان، شهر اسحاق‌آباد واقع شده و این اثر در تاریخ ۱۹ مرداد ۱۳۸۴ با شمارهٔ ثبت ۱۲۸۷۴ به‌عنوان یکی از آثار ملی ایران به ثبت رسیده‌است.